# Ligne 9 du tramway d'Anvers (suppression en 1953)
Pour les articles homonymes, voir Ligne 9.
La ligne 9 du tramway d'Anvers est une ancienne ligne, supprimée en 1953, du tramway d'Anvers en Belgique.

## Histoire
État au 1er janvier 1950 : Anvers Van Schoonbekeplein - Berchem Gare
19 octobre 1953 : suppression, remplacement par un autobus sous le même indice.